# العلاقات العراقية الكوسوفية
العلاقات العراقية الكوسوفية هي علاقات خارجية بين العراق وكوسوفو. العلاقات الدبلوماسية الرسمية بين الدولتين غير موجودة لأن العراق لا يعترف بكوسوفو كدولة ذات سيادة.

## تاريخ
في اجتماع عقد في 28 مايو 2009 مع وزير خارجية كوسوفو، سكندر هيسيني، ورد أن ممثل العراق لدى الأمم المتحدة، حميد البياتي، قال إن كوسوفو تستحق الاعتراف بها من قبل الدول الأخرى وأن قرار العراق بالاعتراف سيأتي في الوقت المناسب.
في اجتماع عقد في سبتمبر / أيلول 2009 مع حسيني، قال وزير الخارجية العراقي، هوشيار زيباري، إن طلب كوسوفو للاعتراف يتم دراسته عن كثب. وقال إنه سيحيل الطلب إلى حكومته، وأننا «نتفهم حق الشعوب في تقرير المصير».
في 18 فبراير 2010، عقب اجتماع مع رئيس الوزراء العراقي نوري المالكي، قال وزير الخارجية الصربي فوك يريميتش إن صربيا تدعم بقوة وحدة أراضي العراق مثلما يدعم العراق صربيا. في مايو 2010، قال علي البلداوي، ممثل المجلس الأعلى الإسلامي العراقي، إن العلاقات ستقام مع كوسوفو بمجرد تشكيل حزبه، الذي فاز في الانتخابات الأخيرة، حكومة جديدة. في 6 أغسطس 2010، عقب اجتماع مع رئيس الوزراء المالكي، قال وزير الدفاع الصربي دراغان شوتانوفاتش أن العراق لم يعترف باستقلال كوسوفو وأضاف أن العراق قد أيد سيادة صربيا وسلامة أراضيها.
في آذار / مارس 2011، التقى رئيس وزراء كوسوفو هاشم تاتشي مع نائب الرئيس العراقي طارق الهاشمي، الذي وعد بأن يدرس العراق الاعتراف بكوسوفو في المستقبل القريب لفتح الطريق أمام تعزيز العلاقات الجيدة بين البلدين. في أكتوبر 2011، قال سفير العراق في بلغراد فلاح عبد السادة، إن العراق يدعم القانون الدولي والآليات الدولية، ولم يغير موقفه بعدم الاعتراف بكوسوفو.
في سبتمبر 2012، قال الرئيس العراقي، جلال طالباني، إنه يقدر اهتمام كوسوفو بإقامة صداقة مع بلاده، ودعا نائب رئيس وزراء كوسوفو، بهجيت باكولي، للقيام بزيارة رسمية إلى العراق من أجل مناقشة أكثر تعمقًا. مزيد من الخطوات لإنشاء العلاقات بين الدول. في نوفمبر 2012، أعرب زيباري عن دعم بلاده لاستقلال كوسوفو، وأعرب عن تقديره للتقدم المحرز في كوسوفو بعد إعلان الاستقلال. وقال أيضا إن السلطات العراقية تتابع التطورات في كوسوفو باهتمام كبير.

## أنظر أيضا
- العلاقات الخارجية للعراق
- العلاقات الخارجية لكوسوفو
- العلاقات العراقية الصربية